# Міністерство внутрішніх справ Російської імперії
Міністерство внутрішніх справ Російської імперії — орган державної виконавчої влади Кабінету Міністрів Російської імперії, здійснював адміністративно-розпорядчі функції у сферах державної безпеки, громадської безпеки, охорони правопорядку, керівництва місцевими органами влади, боротьби з злочинністю, охорони місць позбавлення волі, дозвільної системи, цензури в засобах масової інформації та книговиданні.
Поділялося на:
- департамент загальних справ
- департамент поліції
- господарський департамент
- департамент духовних справ іноземних сповідань

З 1865 року міністерству було передано керівництво будівельними справами, для чого був утворений Технічно-будівельний комітет.